# Murino
Murino este un sat din comuna Plav, Muntenegru. Conform datelor de la recensământul din 2003, localitatea are 545 de locuitori (la recensământul din 1991 erau 538 de locuitori).

## Demografie
În satul Murino locuiesc 381 de persoane adulte, iar vârsta medie a populației este de 35,5 de ani (34,5 la bărbați și 36,4 la femei). În localitate sunt 165 de gospodării, iar numărul mediu de membri în gospodărie este de 3,30.
Această localitate este populată majoritar de sârbi (conform recensământului din 2003).
|  |

| Demografie | Demografie | Demografie |
| An         | Locuitori  | Locuitori  |
| ---------- | ---------- | ---------- |
|            |            |            |
|            |            |            |
|            |            |            |
|            |            |            |
| 1948       | 789        |            |
| 1953       | 660        |            |
| 1961       | 784        |            |
| 1971       | 724        |            |
| 1981       | 609        |            |
| 1991       | 538        | 529        |
| 2003       | 580        | 545        |

| \| Componența etnică conform recensământului din 2003[2] \| Componența etnică conform recensământului din 2003[2] \| Componența etnică conform recensământului din 2003[2] \| Componența etnică conform recensământului din 2003[2] \| Componența etnică conform recensământului din 2003[2] \| \| ----------------------------------------------------- \| ----------------------------------------------------- \| ----------------------------------------------------- \| ----------------------------------------------------- \| ----------------------------------------------------- \| \| \| \| \| \| \| \| Sârbi \| Sârbi \| \| 386 \| 70,82% \| \| Muntenegreni \| Muntenegreni \| \| 130 \| 23,85% \| \| Albanezi \| Albanezi \| \| 11 \| 2,01% \| \| Musulmani \| Musulmani \| \| 9 \| 1,65% \| \| Croați \| Croați \| \| 2 \| 0,36% \| \| necunoscută \| necunoscută \| \| 1 \| 0,18% \| |              |  |     |        |
| Componența etnică conform recensământului din 2003 |              |  |     |        |
| |              |  |     |        |
| Sârbi | Sârbi        |  | 386 | 70,82% |
| Muntenegreni | Muntenegreni |  | 130 | 23,85% |
| Albanezi | Albanezi     |  | 11  | 2,01%  |
| Musulmani | Musulmani    |  | 9   | 1,65%  |
| Croați | Croați       |  | 2   | 0,36%  |
| necunoscută | necunoscută  |  | 1   | 0,18%  |